# Białokiernica
Białokiernica (ukr. Білокриниця, Biłokrynycia) – wieś na Ukrainie, w obwodzie tarnopolskim, w rejonie tarnopolskim. W 2001 roku liczyła 235 mieszkańców. 
W II Rzeczypospolitej miejscowość w powiecie zborowskim województwa tarnopolskiego.
W czasie okupacji niemieckiej mieszkająca we wsi ukraińska rodzina Hunczaków udzielała schronienia Żydom. W 2011 roku Instytut Jad Waszem uhonorował za to Mychajła, Mariję i Wasyla Hunczaków tytułami Sprawiedliwych wśród Narodów Świata.
W latach 1944–1945 nacjonaliści ukraińscy z OUN-UPA zamordowali tutaj 9 Polaków.
Do 2020 w rejonie zborowskim.